# Allium scaberrimum
Allium scaberrimum är en amaryllisväxtart som beskrevs av M.Serres. Allium scaberrimum ingår i släktet lökar, och familjen amaryllisväxter. IUCN kategoriserar arten globalt som otillräckligt studerad. Inga underarter finns listade i Catalogue of Life.